# تورنیون
تورنیون (به ایتالیایی: Torgnon) یک کومونه در ایتالیا است که در واله دائوستا واقع شده‌است.

## خصوصیات
تورنیون ۴۲ کیلومترمربع مساحت و ۵۳۸ نفر جمعیت دارد و ۱٬۴۸۹ متر بالاتر از سطح دریا واقع شده‌است.

## خواهرخوانده
شهر توئن خواهرخواندهٔ تورنیون هست.